# Аба-эль-Кур
Аба́-эль-Кур (араб. وادي أبا القور‎) — вади на севере Саудовской Аравии и юго-западе Ирака. Начинается между саудовскими городами Сакака и Аръар, проходит по плато Эль-Видьян, после пересечения саудовско-иракской границы объединяется с вади Аръар в северной части иракской мухафазы Анбар.